# Antoine Gizenga
Antoine Gizenga (Mbanze, 5 ottobre 1925 – Kinshasa, 24 febbraio 2019) è stato un politico della Repubblica Democratica del Congo.
Fu, assieme a Patrice Lumumba, tra i fautori dell'indipendenza della Repubblica Democratica del Congo (inizialmente denominata Repubblica del Congo), come suo vice primo ministro nel 1961. Con l'avvento di Mobutu fu dapprima arrestato e poi mandato in esilio dal 1965 al 1992, pur rimanendo molto attivo per la causa del Congo-Kishasa. Nel 2006 Joseph Kabila lo nomina primo ministro.

## Biografia
Susseguentemente all'Indipendenza, Gizenga fu attivo come vice primo ministro (1960) così come anche primo ministro (1960-1961) e capo di Stato della Repubblica libera del Congo durante la crisi del Congo. Il suo governo a Stanleyville, sostenuto dai sovietici, fu riconosciuto da 16 Stati africani, asiatici ed europei orientali nel febbraio del 1961. Sconfitto nel gennaio 1962 da un'offensiva dell'esercito nazionale congolese, fu imprigionato fino a luglio 1964 e di nuovo da ottobre 1964 a novembre 1965, venendo infine esiliato da Mobutu dal 1965 al 1992.
Tornato nel mondo della politica congolese, il 30 dicembre 2006 venne nominato primo ministro dal presidente Joseph Kabila, carica dalla quale si dimette il 25 settembre 2008 giustificando la decisione con la sua età avanzata. Il suo successore, Adolphe Muzito, venne nominato da Kabila il 10 ottobre successivo. Il giorno 30 giugno 2009 venne annunciato che Kabila aveva designato Gizenga come un "eroe nazionale", il più alto riconoscimento conferibile dalla RDC.